# J. Ricker’sche Universitäts-Buchhandlung

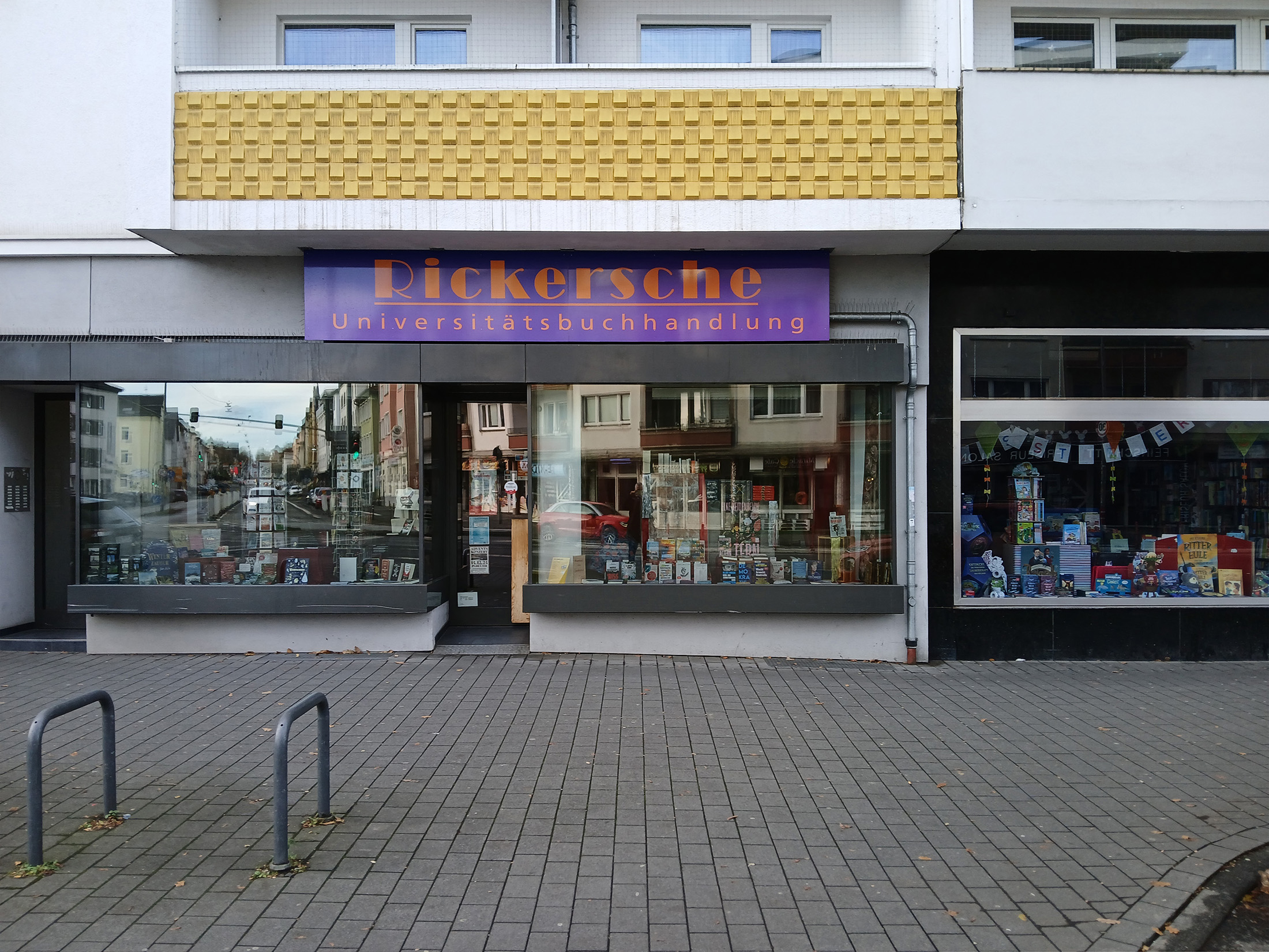
Die Buchhandlung 2024

Die J. Ricker’sche Universitäts-Buchhandlung, von der Gründung bis 1900 J. Ricker’sche Buchhandlung, wurde am 20. März 1832 von Joseph Ricker in Gießen gegründet. Der zweite Besitzer Franz Anton Ricker schloss der Buchhandlung 1850 einen Verlag an. 1900 erhielt die Buchhandlung durch Ernennung der hessischen Regierung auf Antrag der Universität den Status einer Universitäts-Buchhandlung. Die Buchhandlung gehört neben Hoffmann’s Buchhandlung in Weimar zu den ältesten Deutschlands und feierte 2022 ihr 190-jähriges Bestehen.

## Geschichte
Am 20. März 1832 gründete Peter Joseph Ricker (4. April 1805–5. Oktober 1834) aus Villmar im ehemaligen Herzogtum Nassau die "Dritte Gießener Buchhandlung" in einem angemieteten Laden am Marktplatz. Er hatte bei Heyer in Gießen den Buchhandel erlernt und war seit 1827 mit der Leitung des Sortiments betraut worden. Mit der Absicht, sich selbständig zu machen, trat er 1831 aus dem Geschäft aus. Die Konzession zur Gründung einer eigenen Buchhandlung wurde Ricker als "Ausländer" aus dem Herzogtum Nassau anfänglich verweigert, zumal Ricker sich als ein früher Weggefährte Georg Büchners für die freiheitlichen Ideen des Vormärzes engagierte. Zunächst wurde seine Braut Johanette Christine geborene Eckstein, Tochter des hiesigen Universitätsaktuars (gestorben 1866) als Inhaberin der Buchhandlung eingetragen. Ricker war Mitglied des geheimen oberhessischen "Pressvereins". Die Vereinigung um Büchner und den Theologen und Pädagogen Friedrich Ludwig Weidig hatte sich am 3. Juli 1834 bei einer Versammlung auf der Gießener Badenburg gegründet. Dort wurde auch der Druck des Hessischen Landboten beschlossen, einer Flugschrift, die die sozialen Missstände anprangerte und die Landbevölkerung mit der Parole "Friede den Hütten! Krieg den Palästen!" zum Kampf gegen die Unterdrückung aufrief. Ricker wurde als Strohmann für den Ankauf einer Druckerpresse genannt und kam in Untersuchungshaft. In der Haft zog er sich ein Magenleiden zu, an dem er wenige Wochen später, im Alter von 29 Jahren, verstarb.
Nach Rickers frühem Tod wurde die Buchhandlung von seinem Bruder Franz Anton Ricker (30. November 1819–9. Juli 1892) geführt, bis 1850 zunächst als Geschäftsführer für seine Schwägerin, dann als ihr Teilhaber und seit 1863 als alleiniger Inhaber. Franz Anton war als zehntes Kind des Kaufmanns und Oberschuldheißen (Schultheißen) Johann Anton Ricker und seiner Frau Barbara geborene Handlaß in Villmar an der Lahn geboren, das 1803 zum Herzogtum Nassau gekommen war. Nach dem Besuch der Elementarschule in Villmar absolvierte er ab dem 1. September 1830 eine Lehre beim Buchhändler Troschel in Trier und wurde noch vor Beendigung seiner Lehre von ihm als Gehilfe eingestellt. Um 1840 erwarb Franz Anton Ricker in Gießen ein Bürgerhaus an der Ecke Neue Bäue – Sonnenstraße, einst im Besitz des Professors Höpfner, in dem Johann Wolfgang Goethe als Wetzlarer Reichskammergerichtspraktikant ab 1772 als dessen Gast gewohnt hatte (das Haus war mit einer Gedenktafel geschmückt). Hier fand auch die Buchhandlung einen neuen Standort. Durch Bombenangriffe der Alliierten im Dezember 1944, bei denen 80 Prozent des Gießener Stadtkerns zerstört wurden, wurde das Haus zerstört.
Unter Franz Anton Ricker blühte die Buchhandlung auf. Ein der Buchhandlung angeschlossener Verlag wurde gegründet. Unter den Verlagswerken ragen u. a. der von Justus Liebig während seiner Gießener Zeit 1847 begonnene "Jahresbericht über die Fortschritte der Chemie" hervor, den Rickers Nachfolger später an Friedrich Vieweg & Sohn verkaufte, Friedrich Ludwig Karl Weigands "Deutsches Wörterbuch", zwei Bände aus dem Jahr 1880, das aus dem älteren "Kurzem deutschen Wörterbuch" von Friedrich Jakob Schmitthenner hervorgegangen war, die im Jahr 1881 vom Reorganisator der Gießener theologischen Fakultät, Bernhard Stade, begründete "Zeitschrift für die alttestamentliche Wissenschaft", die Werke des Juristen Wilhelm Sell, der Forstwissenschaftler Johann Christian Hundeshagen und Carl Justus Heyer, des Geologen August von Klipstein sowie die "Zeitschrift für die gesamte Tierheilkunde". Nach einem Brand im November 1886 erfolgte der Verkauf der Buchhandlung an Friedrich Hermann Reimer, der aus der Familie des Berliner Verlagsbuchhändlers Georg Andreas Reimer stammte. Friedrich Hermann übernahm die Buchhandlung zum 1. Januar 1887. Unter Reimer siedelte die Firma aus dem alten, kleinen Haus inmitten der Gießener Altstadt in einen für ihre Zwecke erstellten Neubau an der Süd-Anlage 5 (im Nationalsozialismus umbenannt in "Hindenburgwall") über. Als weiteren Geschäftszweig gliederte Reimer ein wissenschaftliches Antiquariat an.
Im Februar 1894 übernahm Alfred Töpelmann (27. April 1867 Leipzig–12. November 1954 Gießen) die Buchhandlung. Der Umfang und der Umsatz des Geschäfts vergrößerten sich. Die Buchhandlung wurde zum akademischen Sortiment am Ort, die insbesondere den Lehrkörper der Ludoviciana und ihre Institute sich zu Kunden warb. Um die Jahrhundertwende ernannte die hessische Regierung auf Antrag der Universität Töpelmann zum Großherzoglich hessischen Universitäts-Buchhändler. Zum April 1900 wurde der Name der Buchhandlung im Handelsregister von "J. Ricker’sche Buchhandlung" in "J. Ricker’sche Universitäts-Buchhandlung" geändert.
Der Verlag der Buchhandlung firmierte ab 1899 als "J. Ricker’sche Verlagsbuchhandlung (Alfred Töpelmann)" und wurde auf das Gebiet der wissenschaftlichen Theologie und orientalischen, speziell semitischen Sprachwissenschaft begrenzt. 1900 wurden das Schwesterorgan der um neunzehn Jahre älteren alttestamentlichen Zeitschrift für das Neue Testament, die von Erwin Preuschen herausgegebene "Zeitschrift für die neutestamentliche Wissenschaft und die Kunde des Urchristentums" und gleichzeitig die "Ephemeris für semitische Epigraphik" von Mark Lidzbarski ins Leben gerufen. 1903 erschienen unter Leitung der Philologen Albrecht Dieterich und Richard Wünsch die "Religionsgeschichtlichen Versuche und Vorarbeiten". Das Antiquariat erkor das Gesamtgebiet der Philosophie zu seinem Spezialfach und errang durch Ankäufe bedeutender Bibliotheken wie der des Bonner Professors Jürgen Bona Meyer und des Pädagogen und Schulmannes Ludwig Adolf Wiese in Potsdam sowie durch die Veröffentlichung mit bibliographischer Akkuratesse zusammengestellter Kataloge über ein reiches Lager autoritären Ruf im In- und Ausland.

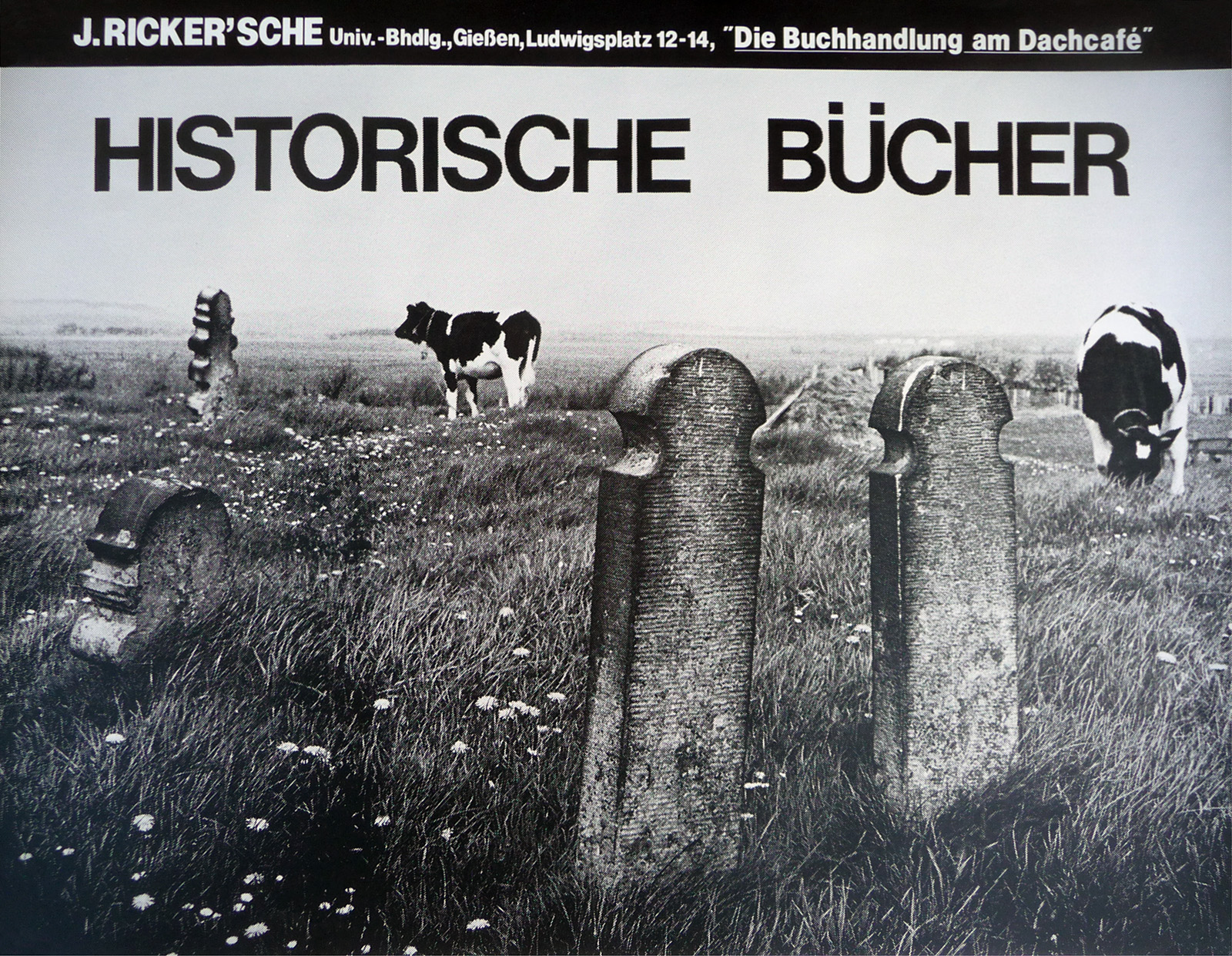
Werbeplakat, 1970er Jahre

Zum 1. April 1905 ging die "J. Ricker’sche Universitäts-Buchhandlung" mit Antiquariat auf Friedrich Robert Ernst Legler über, dem langjährigen Prokuristen der Buchhandlung Otto Harrassowitz in Leipzig, und wurde unter dem Namen "J. Ricker Universitäts-Buchhandlung (Ernst Legler)" betrieben. Der Verlag wurde von Alfred Töpelmann übernommen, der sein Geschäft unter dem Namen "Alfred Töpelmann vormals J. Ricker" fortführte. Der Verlag wurde an der Süd-Anlage in das erworbene Nachbargrundstück verlegt. Ernst Legler war mit Elise Agnes Legler geborene Rabes (14. August 1866 in Eutritzsch–11. Januar 1947 in Jena) verheiratet. Das Paar zog im April 1905 von Leipzig nach Gießen. Zum 19. Mai 1922 traten seine Söhne Alfred Max Legler (20. August 1890 in Leipzig–31. Dezember 1963 in Jena) und Werner Julius Eckhard Legler (5. März 1896 in Leipzig) als "persönlich haftende" Gesellschafter in die Firma ein. Die Buchhandlung wurde unter seinem Namen "J. Ricker Universitäts-Buchhandlung (Ernst Legler)" weitergeführt. Alfred war im Januar 1915 von Freiburg nach Gießen gekommen, Werner im September 1919, nach englischer Kriegsgefangenschaft. Werner Legler war mit Susanne Edith Marie geborene Bunde (geb. 27. Mai 1904 in Sonnenberg bei Wiesbaden) verheiratet. Aus der Verbindung gingen drei Söhne hervor, die zwischen 1927 und 1935 in Gießen geboren wurden. Im Januar 1932 verstarb Ernst Legler. 1938 wurde der Standort der Buchhandlung von der Süd-Anlage an den Seltersweg 58 verlegt. Laut Handelsregistereintrag schied Julius Eckhard Werner Legler zum 16. März 1942 aus der Buchhandlung aus, die allein von seinem Bruder Alfred unter dem Namen des Vaters weitergeführt wurde.
1960 übernahm Gideon Schüler die Buchhandlung und verlegte den Standort vom Seltersweg an den Ludwigsplatz 12. Schüler veranstaltete in einem der Buchhandlung angeschlossenen "Literarischen Salon" Autorenlesungen und nahm die verlegerischen Tätigkeiten im Namen der Buchhandlung wieder auf. Er führte das Geschäft bis 2005.
Seitdem wird die Buchhandlung von Ralph Kohlheyer unter der Firmierung "Ricker’sche Universitätsbuchhandlung Zweigniederlassung der "Lernkiste GmbH" geführt.

## Geschäftsführer
- Joseph Ricker (20. März 1832–1834)
- Johanette Eckstein (1834, Ehefrau von Joseph Ricker)
- Anton Ricker (1835–1863 als von seiner Schwägerin Bevollmächtigter, 1863–1886 als Eigentümer)
- Friedrich Hermann Reimer (1887–1893)
- Alfred Töpelmann (1894–1905)
- Friedrich Robert Ernst Legler (1905–1932, ab 1922 zusammen mit seinen Söhnen)
- Werner Julius Eckhard Legler (1922–1942) und Alfred Max Legler (1922–1960)
- Gideon Schüler (1960–2005)
- seit 2005 Ralph Kohlheyer

## Publikationen der Buchhandlung

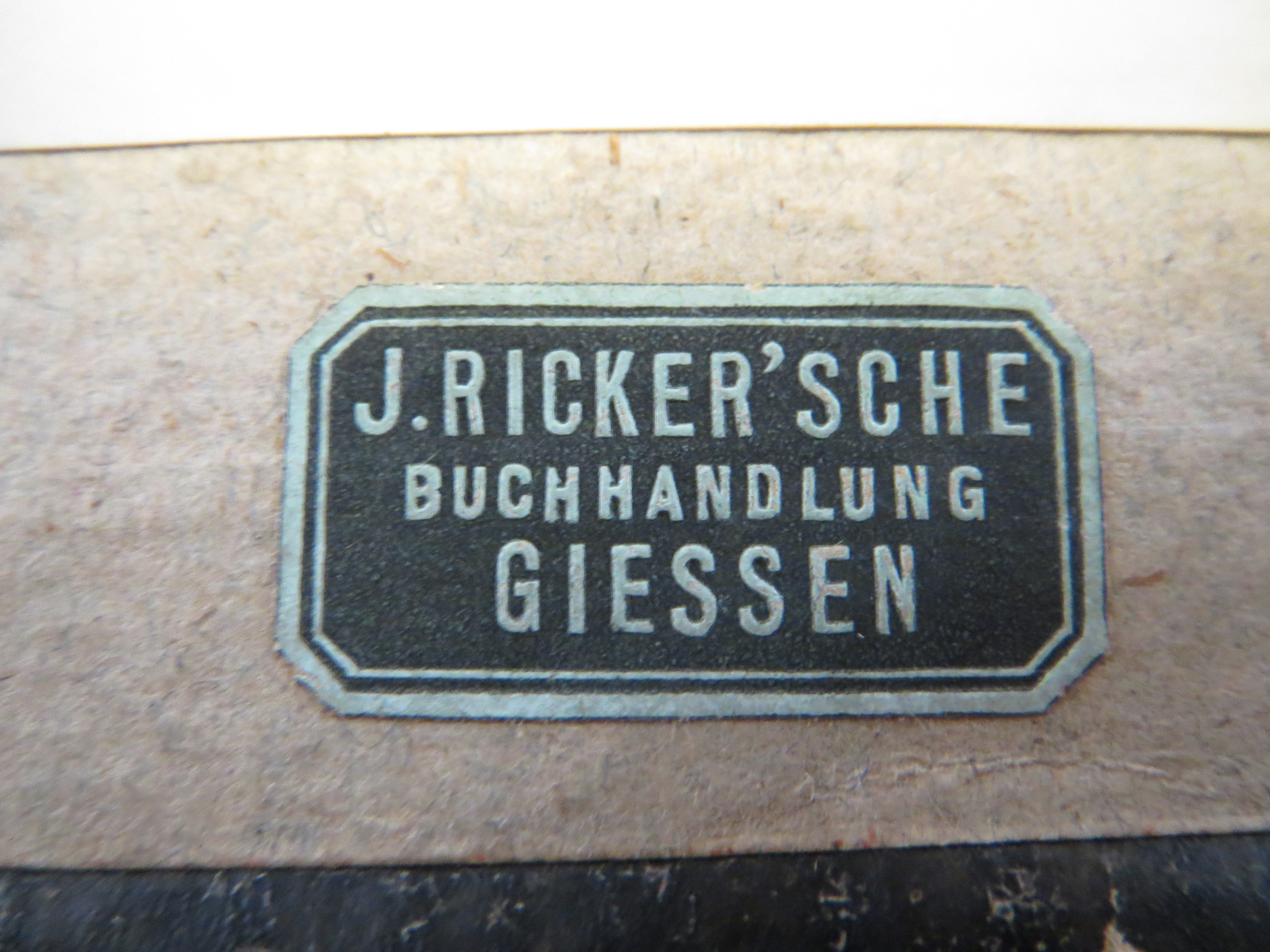
Stempel der Buchhandlung

### J. Ricker’sche Buchhandlung 1850–1898 (Auswahl)
- Eduard Duller, Giessen und seine Umgebung. Ein Wegweiser für Einheimische und Fremde. Mit sechs Stahlstichen. Dritte Auflage, J. Ricker’sche Buchhandlung, Gießen 1851.
- C. Vogt, Physiologische Briefe für Gebildete aller Stände. 3. Aufl. (1. Aufl. 1847; 2. Aufl. 1854), J. Ricker’sche Buchhandlung, Gießen 1861.
- Hermann Kopp, Heinrich Will, Jahresbericht über die Fortschritte der Chemie und verwandter Theile anderer Wissenschaften. Für 1861. Zweite Hälfte. J. Ricker’sche Buchhandlung. Gießen 1862.
- C. Vogt, Vorlesung über den Menschen, seine Stellung in der Schöpfung und in der Geschichte der Erde. 2 Bde. J. Ricker’sche Buchhandlung, Gießen 1863.
- Eberhard Schrader, Die Keilschriften und das Alte Testament, J. Ricker’sche Buchhandlung, Gießen 1872.
- Adolf Wahrmund, Handwörterbuch der arabischen und deutschen Sprache, J. Ricker’sche Buchhandlung, Gießen 1877.
- Adolf Kamphausen, Neuer Versuch der Chronologie der hebräischen Könige, J. Ricker’sche Buchhandlung, Gießen 1883.
- Karl Budde, Die Biblische Urgeschichte (Gen. 1–12,5), J. Ricker’sche Buchhandlung, Gießen 1883.
- Bernhard Stade (Hrsg.), Zeitschrift für die Alttestamentliche Wissenschaft. 3. Band, Heft 1, J. Ricker’sche Buchhandlung, Gießen 1883.
- Adolf von Harnack, Augustins Confessionen, J. Ricker’sche Buchhandlung, Gießen 1888.
- Friedrich Christian Laukhard, Eulerkappers Leben und Leiden. Eine tragisch-komische Geschichte. Nach der Ausgabe von 1804 neugedruckt 1889, J. Ricker’sche Buchhandlung, Gießen 1889.
- A. Fuchs, Anleitung zum Bestimmen der Mineralien. 3. Aufl. J. Ricker’sche Buchhandlung, Gießen, 1890.
- Karl Ludwig, Die Schulregeln der hebräischen Grammatik nach den Ergebnissen der neueren Sprachwissenschaft zum Memorieren und Repetieren, J. Ricker’sche Buchhandlung, Gießen 1895.
- Erwin Preuschen, Palladius und Rufinus. Ein Beitrag zur Quellenkunde des ältesten Mönchthums, J. Ricker’sche Buchhandlung, Gießen 1897.
- Adolph Hansen, Zur Geschichte und Kritik des Zellbegriffs in der Botanik, J. Ricker’sche Buchhandlung, Gießen 1897.
- Josue Jean Philippe Valeton der Jüngere, Amos und Hosea. Ein Kapitel aus der Geschichte der israelitischen Religion, J. Ricker’sche Buchhandlung, Gießen 1898.
- August von Gall, Wilhelm Frankenberg, Charles Cutler Torrey, Max Löhr, Altisraelitische Kultstätten, J. Ricker’sche Buchhandlung, Gießen 1898.
- Karl Ludwig, Kurzer Lehrgang der hebräischen Sprache: Ein Elementarbuch, J. Ricker´sche Buchhandlung, Gießen 1899.

### J. Ricker’sche Verlagsbuchhandlung (Alfred Töpelmann) 1898–1905 (Auswahl)
- Adolph Hansen, Pflanzen-Physiologie. Die Lebenserscheinungen und Lebensbedingungen der Pflanzen, J. Ricker’sche Verlagsbuchhandlung (Alfred Töpelmann), Gießen 1897.
- Dr. Ernst Kleiwitz, Dr. Karl Ebel, Die Matrikel der Universität Gießen 1608–1707, J. Ricker’sche Verlagsbuchhandlung (Alfred Töpelmann), Gießen 1898.
- Thomas K. Cheyne, Das religiöse Leben der Juden nach dem Exil, J. Ricker’sche Verlagsbuchhandlung (Alfred Töpelmann), Gießen 1899.
- Karl Budde, Die Religion des Volkes Israel bis zur Verbannung, J. Ricker’sche Verlagsbuchhandlung (Alfred Töpelmann), Gießen 1900.
- August Freiherr von Gall, Die Herrlichkeit Gottes: Eine biblisch-theologische Untersuchung ausgedehnt über das Alte Testament, die Targume, Apokryphen, Apokalypsen und das Neue Testament, J. Ricker’sche Verlagsbuchhandlung (Alfred Töpelmann), Gießen 1900.
- Wilhelm Baldensperger, Das späte Judenthum als Vorstufe des Christenthums, J. Ricker’sche Verlagsbuchhandlung (Alfred Töpelmann), Gießen 1900.
- C. J. Roemheld, Albert Junker, Durch Kampf zum Sieg – Eine Predigtsammlung für das deutsche Haus – über fortlaufende Texte aus der Apostelgeschichte. Dem evangelischen Volke dargeboten von Dr. C. J. Roemheld, J. Ricker’sche Verlagsbuchhandlung (Alfred Töpelmann), Gießen 1900.
- Walther Stein, Beiträge zur Geschichte der deutschen Hanse bis um die Mitte des fünfzehnten Jahrhunderts, J. Ricker’sche Verlagsbuchhandlung (Alfred Töpelmann), Gießen 1900.
- Adolf von Harnack, Das Mönchthum. Seine Ideale und seine Geschichte, J. Ricker’sche Verlagsbuchhandlung (Alfred Töpelmann), Gießen 1901.
- Emil Fuchs, Schleiermachers Religionsbegriff und religiöse Stellung zur Zeit der ersten Ausgabe der Reden (1799–1806), J. Ricker’sche Verlagsbuchhandlung (Alfred Töpelmann), Gießen 1901.
- Julius Happel, Die religiösen und philosophischen Grundanschauungen der Inder. Aus den Sanskritquellen vom völkergeschichtlichen Standpunkte des Christenthums aus dargestellt und beurtheilt, J. Ricker’sche Verlagsbuchhandlung (Alfred Töpelmann), Gießen 1902.
- Karl Budde, Das Alte Testament und die Ausgrabungen. Ein Beitrag zum Streit um Babel und Bibel. 2. Aufl. J. Ricker’sche Verlagsbuchhandlung (Alfred Töpelmann), Gießen 1903.
- Adolf von Harnack, Augustins Konfessionen. Ein Vortrag, 3. Aufl., J. Ricker’sche Verlagsbuchhandlung (Alfred Töpelmann), Gießen 1903.
- Reden und Aufsätze I, J. Ricker’sche Verlagsbuchhandlung (Alfred Töpelmann), Gießen 1904.
- Bernhard Stade (Hrsg.), Zeitschrift für die alttestamentliche Wissenschaft, 24. Jahrgang, J. Ricker’sche Verlagsbuchhandlung (Alfred Töpelmann), Gießen 1904.
- Karl Budde, H. J. Holtzmann, Eduard Reuss' Briefwechsel mit seinem Schüler und Freunde Karl Heinrich Grag. Zur Hundertjahrfeier seiner Geburt. Mit einem Bildnis der Briefsteller. J. Ricker’sche Verlagsbuchhandlung (Alfred Töpelmann), Gießen 1904.

### J. Ricker’sche Universitäts-Buchhandlung (Gideon Schüler) 1996–2005
- Jan Schüler. Förderpreis für Bildende Kunst der Landeshauptstadt Düsseldorf 1996. J. Ricker’sche Universitätsbuchhandlung, Reihe Edition Literarischer Salon, Gießen 1997.
- Thomas J. Hauck: Die Wolken berühren. Szenen und Stücke mit Zeichnungen von Andreas M. Reiberg, Ricker’sche Universitätsbuchhandlung, Edition Literarischer Salon, Gießen 1997.
- Hans Keilson: Wohin die Sprache nicht reicht. Essays – Vorträge – Aufsätze 1936–1996. J. Ricker’sche Universitätsbuchhandlung, Edition Literarischer Salon, Gießen 1998.
- Hans Keilson: Zerstörung und Erinnerung. Zum 90. Geburtstag des Autors. Ricker’sche Universitätsbuchhandlung, Edition Literarischer Salon, Gießen 1999.
- Walter Liggesmeyer: Erzähl mir von Libellen. Gedichte'. Ricker’sche Universitätsbuchhandlung, Edition Literarischer Salon, Gießen 2000.
- Dieter P. Meier-Lenz: Der Sonntagsmörder. Gedichte und Prosa'. Ricker’sche Universitätsbuchhandlung, Edition Literarischer Salon, Gießen 2000.
- Dieter P. Meier-Lenz: Meine Waffe ist ein Sonnenuntergang. Gedichte. Ricker’sche Universitätsbuchhandlung, Edition Literarischer Salon, Gießen 2002.
- Walter Liggesmeyer: Im Fadenkreuz der schwarzen Sonne. Ein Bericht. Ricker’sche Universitätsbuchhandlung, Edition Literarischer Salon, Gießen 2003.
- Hans Keilson: Sieben Sterne. Reden. Gedichte und eine Geschichte. Ricker’sche Universitätsbuchhandlung, Edition Literarischer Salon, Gießen 2003.
- Blanche Kommerell: atem los/stille halten. Gedichte. Ricker’sche Universitätsbuchhandlung, Edition Literarischer Salon, Gießen 2003.
- Dieter P. Meier-Lenz: Die Zeitlupe des Salamanders. Gedichte. Ricker’sche Universitätsbuchhandlung, Edition Literarischer Salon, Gießen 2004.